# Kotlinowy Wierch
Kotlinowy Wierch (1305 m) – najdalej na wschód wysunięte wzniesienie w polskich Tatrach Zachodnich. Znajduje się w orograficznie lewym grzbiecie Doliny Suchej Wody, na wschód od polany Kopieniec i na północny zachód od Małej Szatry. Kotlinowy Wierch jest całkowicie zalesiony i ma płaski grzbiet o długości około 30 m, ustawiony poprzecznie do grzbietu ograniczającego Dolinę Suchej Wody. Wierzchołek bardzo trudno odszukać w terenie. Władysław Cywiński pisze: „Żeby go „zaliczyć” potrzebne są długie poszukiwania, posiadanie precyzyjnego opisu lub równie dobrego GPSa”. Na południową stronę opada stokiem o deniwelacji około 25 m, a u podnóża tego stoku znajduje się młaka z naturalnym stanowiskiem kosodrzewiny. W północnym kierunku ciągnie się grzbiet dochodzący aż do moreny tworzącej wschodnie obramowanie Toporowych Stawów.
Wokół Kotlinowego Wierchu jest dużo ścieżek ludzkich i zwierzęcych ścieżynek, jednak jest to obszar turystycznie nieudostępniony (brak znakowanego szlaku). Dawniej był wypasany, należał do Hali Kopieniec.